# 船津衛
船津 衛（ふなつ まもる、1940年2月23日 - ）は、日本の社会学者。学位は、博士（社会学）。主たる研究領域は、社会学理論、社会的自我論、コミュニケーション論。

## 人物
1940年、東京都生まれ。1967年、東北大学大学院文学研究科博士課程単位取得退学。日本を代表する社会学者である新明正道の薫陶を受ける。東北大学在学時、卒業論文では社会意識論を扱い、修士論文では準拠集団論の研究に取り組んだ。山口大学人文学部専任講師、同助教授、大阪市立大学文学部助教授、東北大学文学部教授、東京大学大学院人文社会系研究科教授、東洋大学社会学部学部長、放送大学教授を歴任する。我が国におけるシンボリック相互作用論研究の第一人者であり、その門弟には、土肥豊、伊藤勇、徳川直人、山尾貴則、桑原司、小川祐喜子、寺田征也等がいる。

## 著書
- 『シンボリック相互作用論』恒星社厚生閣（1976年）。
- 『自我の社会理論』恒星社厚生閣（1983年）。
- 『ミード自我論の研究』恒星社厚生閣（1989年）。
- 『地域情報と地域メディア』恒星社厚生閣（1994年）。
- 『コミュニケーション・入門－－心の中からインターネットまで』有斐閣（1996年）。
- 『アメリカ社会学の展開』恒星社厚生閣（1999年）[7]。
- 『ジョージ・H・ミード』東信堂（2000年）。
- 『自我の社会学』放送大学教育振興会（2005年）。
- 『社会的自我論』放送大学教育振興会（2008年）。
- 『コミュニケーション・入門：改訂版』有斐閣（2010年）。
- 『自分とは何か』恒星社厚生閣（2012年）。
- 『社会的自我論の現代的展開』東信堂（2012年）。

## 共編著
- 『社会心理学の展開』北樹出版（1987年）････永田良昭と共編。
- 『社会学の展開』（1989年）････佐藤慶幸と共編。
- 『現代社会論の展開』北樹出版（1992年）。
- 『社会学史の展開』北樹出版（1993年）････山岸健と共編。
- 『シンボリック相互作用論の世界』恒星社厚生閣（1995年）････宝月誠と共編。
- 『G・H・ミードの世界』恒星社厚生閣（1997年）。
- 『社会情報論の展開』北樹出版（1997年）････田崎篤郎と共編。
- 『子ども・青少年とコミュニケーション』北樹出版（1999年）････橋元良明ほかと共編。
- 『地域情報と社会心理』北樹出版（1999年）････広井脩ほかと共編。
- 『情報通信と社会心理』北樹出版（2000年）････広井脩ほかと共編。
- 『情報化と社会生活』北樹出版（2000年）････橋元良明と共編。
- 『アメリカ社会学の潮流』恒星社厚生閣（2001年）。
- 『自我・自己の社会心理学』北樹出版（2002年）････安藤清志と共編。
- 『エイジングの社会心理学』北樹出版（2003年）････辻 正二と共編。
- 『現代の社会学－－21世紀へ－－』北樹出版（2004年）････大梶俊夫ほかと共編。
- 『自己と他者の社会学』有斐閣（2005年）････井上俊と共編。
- 『21世紀の社会学』放送大学教育振興会（2005年）････山田真茂留ほかと共編。
- 『コミュニケーションと社会心理』北樹出版（2006年）。
- 『感情社会学の展開』北樹出版（2006年）。

## 訳書
- A.R.リンドスミスほか『社会心理学』恒星社厚生閣（1981年）。
- G.H.ミード『社会的自我』恒星社厚生閣（1991年）････徳川直人と共訳。